# Pucono
Pucono o Puconu corresponde a una localidad rural de origen mapuche en la comuna de Los Lagos, Provincia de Valdivia, Región de Los Ríos, Chile, ubicada en la margen sur del Río San Pedro.

## Historia

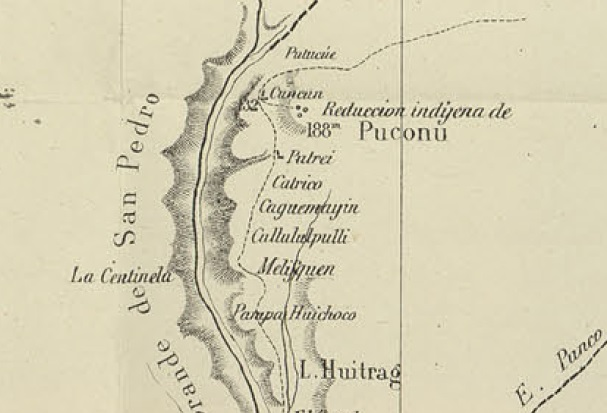
Camino Real desde la Misión de Quinchilca a la Reducción Indígena de Puconu en el Mapa de la expedición de Francisco Vidal Gormaz en 1869

Pucono o Puconu era un antiguo asentamiento mapuche-huilliche.
En la junta realizada el 29 de julio de 1777 en Valdivia, asistió el cacique Ancalef.
Entre los años 1867 y 1869 el ingeniero Francisco Vidal Gormaz, realiza trabajos de exploración de los afluentes del Río Valdivia encomendados por el Gobierno de Chile. En enero de 1868 realiza el tramo del camino real entre la Misión de Quinchilca y Puconu. De acuerdo a Vidal Gormaz el antiguo nombre mapuche del Río San Pedro habría sido ‘Jeoncheco’. El ‘Camino Real’ lo describe por la ribera sur del Río San Pedro. Informa de una laguna que se formaba en invierno llamada ‘Laguna Huitrag’ antes de llegar a la Pampa Huichoco. Luego menciona la Cuesta de Milifquén. En su mapa incorpora otros nombres de origen mapuche como Callululpulli, Cahuenmayin, Catrico y Putrei. A Puconu lo describe como una reducción indígena y con unas tierras de cultivo junto al Río llamadas Cun-Cun. Desde Puconu describe senderos que se dirigían al cerro Llecúe y que son dibujadas en su mapa. Según su descripción desde Puconu solían bajar canoas por el río pero no podían subir.
Vidal Gormaz en su informe señala a Puconu como un lugar favorable para la instalación de una Colonia Agrícola por poseer excelentes terrenos para la agricultura y bastas montañas para la ganadería. Con la finalidad adicional de controlar el ‘Paso de Riñihue’ y preparar a los indígenas para la civilización. Al respecto señala:

En la actualidad las pocas jentes que se encuentran en estos campos nada tienen que temer, i, por el contrario, todas ellas se hallan en mui buena armonía con los indios vecinos i relacionados por lazos mercantiles. Los salvajes de Panguipulli i de la rejion oriental de los Andes se encuentran en constante contacto con la ciudad de Valdivia
Francisco Vidal Gormaz

## Hidrología
Quilme se encuentra junto a la ribera sur del Río San Pedro.

## Turismo
En esta localidad se encuentra el Puente Malihue que cruza el Río San Pedro.
En esta localidad no existen servicios de alojamiento registrados.

## Accesibilidad y transporte
A esta localidad se accede a través de la Ruta T-39 que a esta localidad con Los Lagos y Panguipulli.Pucono se encuentra a 25,3 km de la ciudad de Los Lagos a través de la Ruta T-39.